# 奥山ユミ
奥山 ユミ（おくやま ゆみ、1988年5月25日 - ）は、日本の女性ファッションモデル。エイジアプロモーション所属。

## 出演

### 雑誌
- 『Fine』専属モデル